# Кестерит
Кестери́т (рос. кестерит; англ. koesterite; нім. Koesterit) — мінерал, різновид станіну.

## Опис
Сульфід міді, цинку й олова координаційної будови — Cu2(Zn, Fe)SnS4.
Сингонія тетрагональна. Густина 4,54-4,59.
Колір залізо-чорний, іноді з синюватою грою кольорів. Риса чорна. Блиск металічний.
Знайдений у родовищі Кестер в Республіці Саха.